# Сан-Джованни-д’Ассо
Сан-Джованни-д’Ассо (итал. San Giovanni d'Asso) — коммуна в Италии, располагается в регионе Тоскана, в провинции Сиена.
Население составляет 903 человека (2008 г.), плотность населения составляет 14 чел./км². Занимает площадь 66 км². Почтовый индекс — 53020. Телефонный код — 0577.
Покровителем коммуны почитается святой Иоанн Креститель, празднование 24 июня.

## Демография
Динамика населения:

## Администрация коммуны
- Официальный сайт: https://web.archive.org/web/20090921090600/http://www.comune.sangiovannidasso.siena.it/